# Fred Kemp
Frederick John Kemp, detto Fred (Salerno, 27 febbraio 1946), è un ex calciatore inglese, di ruolo centrocampista.

## Biografia
Kemp nacque in Italia poco dopo la fine della seconda guerra mondiale da madre italiana e padre inglese (membro dell'esercito britannico). Suo cognato John Marshall è stato a sua volta un calciatore professionista (ha collezionato più di 400 presenze con la maglia del Fulham).

## Carriera
Dopo aver giocato nelle giovanili del Wolverhampton dal 1961 al 1963, viene aggregato alla prima squadra dei Wolves, militante nella prima divisione inglese; il suo vero e proprio esordio in campionato avviene tuttavia solamente durante la stagione 1964-1965 e più precisamente il 19 dicembre 1964 persa per 1-0 in casa contro il Leeds Utd. Nel prosieguo della stagione gioca poi altre 2 partite, ed a fine anno viene ceduto per 5000 sterline al Southampton, club di seconda divisione, con il quale nella stagione 1965-1966 mette a segno una rete in 4 presenze contribuendo così alla conquista della promozione in prima divisione, categoria in cui però durante la stagione 1966-1967 non viene mai schierato in campo.
Nella stagione 1967-1968, nella quale i Saints conquistano anche una qualificazione alla Coppa delle Fiere, Kemp gioca invece da titolare fisso, mettendo a segno 4 reti in 37 partite di campionato giocate; ha un impiego più discontinuo nella stagione successiva, nella quale trova comunque modo di segnare 5 reti in 20 partite di campionato giocate e di giocare una partita in Coppa delle Fiere (la vittoria casalinga per 2-0 sui norvegesi del Rosenborg del 1º ottobre 1969). A fine stagione viene ceduto al Blackpool, con cui nella stagione 1970-1971 retrocede dalla prima alla seconda divisione, dopo aver segnato una rete in 19 partite; nell'estate del 1971 vince la Coppa Anglo-Italiana e l'anno seguente dopo aver giocato 2 partite in seconda divisione con i Tangerines viene ceduto a stagione iniziata all'Halifax Town, con cui trascorre un triennio giocando da titolare nella terza divisione inglese (111 presenze e 10 reti in incontri di campionato con la maglia degli Shaymen); nella stagione 1974-1975 gioca poi 13 partite (con anche 2 gol segnati) in questa stessa categoria ma con la maglia dell'Hereford Utd. Trascorre poi un'ultima annata da professionista nella prima divisione sudafricana con il Durban City per poi tornare in Inghilterra a chiudere la carriera giocando a livello semiprofessionistico.

## Palmarès

### Club

#### Competizioni internazionali
- Coppa Anglo-Italiana: 1

Blackpool: 1971